# Liste der Mitglieder der American Academy of Arts and Sciences/2008
Im Jahr 2008 wählte die American Academy of Arts and Sciences 210 Personen in fünf Kategorien zu ihren Mitgliedern.
Unter den 210 Mitgliedern (fellows) sind 22 „foreign honorary members“, die keine Staatsbürger der Vereinigten Staaten oder dort tätig sind; diese sind farblich hervorgehoben.

## Neu gewählte Mitglieder

### Mathematische und physikalische Wissenschaften
- Berni Julian Alder (1925–2020)
- Robert H. Austin (* 1946)
- Barbara A. Baird (* 1951)
- Ruzena Bajcsy (* 1935)
- Zdeněk Bažant (* 1937)
- Alexander Beilinson (* 1957)
- Emily A. Carter (* 1960)
- Sun-Yung Alice Chang (* 1948)
- Tobias Colding (* 1963)
- France A. Córdova (* 1947)
- Ewine van Dishoeck (* 1955)
- Pablo Debenedetti (* 1953)
- Vladimir Drinfeld (* 1954)
- Cynthia Dwork (* 1958)
- Daan Frenkel (* 1948)
- Richard A. Friesner (* 1952)
- Neil Gehrels (1952–2017)
- David Gottlieb (1944–2008)
- Timothy L. Grove (* 1949)
- John Guckenheimer (* 1945)
- Mark A. Horowitz (* 1957)
- James T. Hynes (* 1943)
- Jainendra K. Jain (* 1960)
- Rakesh K. Jain (* 1950)
- Klavs F. Jensen (* 1952)
- James F. Kasting (* 1953)
- Marc Aaron Kastner (* 1945)
- David Kazhdan (* 1946)
- Thorne Lay (* 1956)
- G. Peter Lepage (* 1952)
- Marsha I. Lester (* 1955)
- Tom Lubensky (* 1943)
- Jeffrey S. Moore (* 1962)
- Eiichi Nakamura (* 1951)
- Piermaria J. Oddone (* 1944)
- J. Tinsley Oden (1936–2023)
- Jim Plummer (* 1944)
- Richard Rashid (* 1951)
- Paul G. Richards (* 1943)
- Adam Riess (* 1969)
- David T. Sandwell (* 1950)
- Marlan Scully (* 1939)
- Henry I. Smith (* 1937)
- Haim Sompolinsky (* 1949)
- Claudia Megan Urry (* 1955)
- Xiaoliang Sunney Xie (* 1962)

### Biologische Wissenschaften
- Utpal Banerjee (* 1957)
- Mary Beckerle (* 1954)
- Graeme Bell (* 1948)
- Linda B. Buck (* 1947)
- Aaron Ciechanover (* 1947)
- Fred E. Cohen (* 1956)
- Peter Crane (* 1954)
- Christopher C. Cummins (* 1966)
- Michael Dickinson (* 1963)
- John Dirks (* 1933)
- Michael Donoghue (* 1952)
- Allison J. Doupe (1954–2014)
- Larry Goldstein (* 1956)
- Alan Grossman (* 1953)
- Philip C. Hanawalt (* 1931)
- John E. Hobbie (* 1935)
- Harvey J. Karten (1935–2024)
- Peter S. Kim (* 1958)
- Mark Kirkpatrick (* 1956)
- Richard Kolodner (* 1951)
- Carol L. Krumhansl (* 1947)
- John Kuriyan (* 1960)
- John Lawton (* 1943)
- Mitchell A. Lazar (* 1956)
- Arthur D. Levinson (* 1950)
- Judy Lieberman (* 1947)
- David J. Lipman (* 1954)
- Stephen Lisberger (* 1949)
- Nikos Logothetis (* 1950)
- Craig Mello (* 1960)
- Timothy J. Mitchison (* 1958)
- Norbert Perrimon (* 1958)
- Louis J. Ptáček (* 1961)
- David C. Queller (* 1954)
- Wilfrid Rall (1922–2018)
- Samuel I. Rapaport (1921–2011)
- Jeffrey Ravetch (* 1951)
- Robert A. Rescorla (1940–2020)
- Jasper Rine (* 1953)
- Pedro A. Sanchez (* 1940)
- José Sarukhán Kermez (* 1940)
- Bruce Stillman (* 1953)
- Joan Strassmann (* 1953)
- Kevin Struhl (* 1952)
- Frans de Waal (1948–2024)
- Michael J. Wade (* 1949)
- Fiona M. Watt (* 1956)
- Huntington Willard (* 1953)
- Leonard Zon (* 1957)

### Sozialwissenschaften
- Susan Athey (* 1970)
- James Baker (* 1930)
- Mahzarin Banaji (* 1956)
- Peter Bearman (* 1956)
- Charles Beitz (* 1949)
- Brook H. Byers (* 1945)
- Jorge Castañeda (* 1953)
- Linda S. Cordell (1943–2013)
- Eddie Dekel (* 1958)
- Jorge Durand (* 1949)
- Alessandro Duranti (* 1945)
- Susan Gelman (* 1960)
- Daniel Gilbert (* 1957)
- Roger Gordon (* 1949)
- Mark Granovetter (* 1943)
- Jonathan Gruber (* 1965)
- Larry V. Hedges (* 1952)
- John E. Jackson (* 1942)
- Stathis Kalyvas (* 1964)
- Mark G. Kelman (* 1951)
- David A. Kenny (* 1946)
- William M. Landes (* 1939)
- Bruno Latour (1947–2022)
- Alan M. Leslie (* 1951)
- Thomas E. Levy (* 1953)
- Milton Lodge (* 1936)
- George Loewenstein (* 1955)
- Diana C. Mutz (* 1962)
- Thomas R. Palfrey (* 1953)
- Richard Pildes (* 1957)
- James L. Powell (* 1955)
- Margaret Jane Radin (* 1941)
- Scott D. Sagan (* 1955)
- Reva Siegel (* 1956)
- Jeremy C. Stein (* 1960)
- John Paul Stevens (1920–2019)
- Susan Stokes (* 1959)
- William J. Stuntz (1958–2011)
- James W. Vaupel (1945–2022)
- Elizabeth Warren (* 1949)
- Ernest Weinrib (* 1943)
- Michael Whinston (* 1959)
- Robert Wuthnow (* 1946)
- Melinda Zeder (* 1952)

### Geisteswissenschaften und Kunst
- Pedro Almodóvar (* 1949)
- Marin Alsop (* 1956)
- Elizabeth S. Anderson (* 1959)
- David Armstrong (1926–2014)
- Nuel Belnap (1930–2024)
- Simon Blackburn (* 1944)
- Mel Bochner (1940–2025)
- Janet Browne (* 1950)
- Gerald Bruns (* 1938)
- Benjamin Buchloh (* 1941)
- Lawrence Buell (* 1939)
- L. Ross Chambers (1932–2017)
- Nancy F. Cott (* 1945)
- Elizabeth Diller (* 1954)
- John V. Fleming (* 1937)
- Helene P. Foley (* 1942)
- Miloš Forman (1932–2018)
- Michael Geyer (* 1947)
- David Hammons (* 1943)
- Edward P. Jones (* 1950)
- B. B. King (1925–2015)
- Herbert Lindenberger (1929–2018)
- Thom Mayne (* 1944)
- Glenn W. Most (* 1952)
- Riccardo Muti (* 1941)
- Gülru Necipoğlu (* 1956)
- Calvin Normore (* 1948)
- Robert Orsi (* 1953)
- Orhan Pamuk (* 1952)
- Louis A. Pérez (* 1943)
- Sigmar Polke (1941–2010)
- Theodore M. Porter (* 1953)
- David Louis Quint (* 1950)
- Jean-Michel Rabaté (* 1949)
- Charles Ray (* 1953)
- Anne Walters Robertson (* 1952)
- Daniel Rodgers (* 1942)
- Lynne Sharon Schwartz (* 1939)
- Joan Wallach Scott (* 1941)
- Debora L. Silverman (* 1954)
- Yuri Slezkine (* 1956)
- Jeffrey Stout (* 1950)
- Alan Trachtenberg (1933–2020)
- Richard Tuttle (* 1941)
- Dawn Upshaw (* 1960)
- Elliot Wolfson (* 1956)
- Yehudi Wyner (* 1929)

### Public Affairs, Business und Administration
- Arthur Chaskalson (1941–2012)
- Lauren B. Dachs (* 1949)
- Michael Dell (* 1965)
- Richard N. Foster (* 1941)
- Katharine B. Gebbie (1932–2016)
- Charles Geschke (1939–2021)
- Jerome Groopman (* 1947)
- Samuel Gubins (* 1942)
- Richard Herman (* 1941)
- Jeffrey R. Immelt (* 1956)
- Earl Lewis (* 1957)
- William I. Miller (* 1956)
- Indra Nooyi (* 1955)
- Peter O’Donnell (1924–2021)
- Patrick G. Ryan (* 1937)
- Paul Sagan (* 1959)
- James Simons (1938–2024)
- Charles Simonyi (* 1948)
- Raymond W. Smith (* 1937)
- Thomas Steyer (* 1957)
- David F. Swensen (1954–2021)
- Daniel Vasella (* 1953)
- John Warnock (1940–2023)
- Meg Whitman (* 1956)